# Лотар (король Франції)
Лотар (фр. Lothaire, наприкінці 941, Лан — 2 березня 986, Лан) — король Західного Франкського королівства з 954 року з династії Каролінгів.

## Біографія

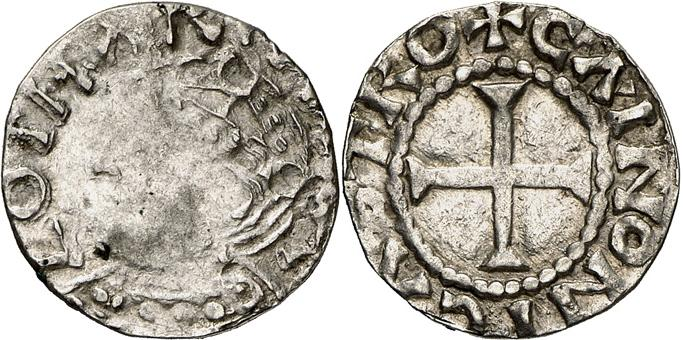
Деньє Лотаря, викарбуване в Шиноні

Син Людовика IV Заморського та Герберги Саксонської, Лотар успадкував владу від свого батька Людовика і був коронований 12 листопада 954 року в абатстві Сен-Ремі в Реймсі архієпископом Реймським Арто (фр. Artaud).
Правління Лотара проходило під подвійною опікою: спочатку герцога Франкського Гуго Великого (до його смерті в 956 році), а потім — його дядька архієпископа Кельнського Бруно Великого, який, в свою чергу, діяв в інтересах Оттона I Великого, короля Східного Франкського королівства.
У 955 році Лотар та Гуго Великий обложили та захопили Пуатьє. Невдовзі після цього останній помер і Лотар розподілив спадок Гуго між його синами Гуго Капетом (в майбутньому — королем Франції та засновником династії Капетингів) та Едом-Генріхом. Гуго отримав Паризьке графство і титул герцога франків, а Ед-Генріх став герцогом Бургунським у 960 році. Лотар перейшов під опіку Бруно Великого.
Початок правління Лотара ознаменувався численними війнами проти його васалів, особливо проти герцога Нормандії. Титул монарха Західного Франкського королівства на той час ніс радше церемоніальну значимість на кшталт «першого серед рівних», на відміну від пізніших часів концентрації центральної влади.

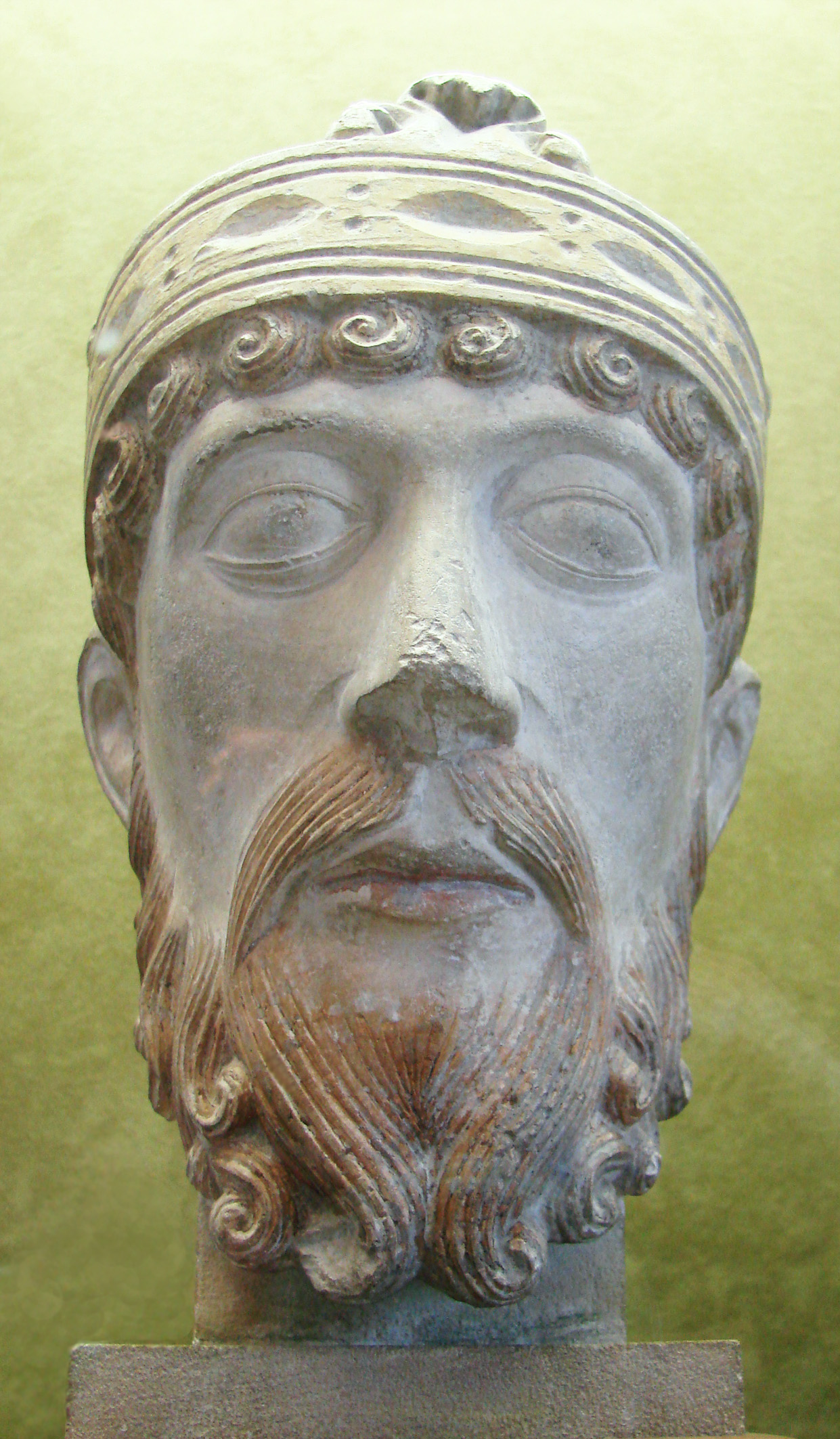
Лотар. Голова статуї XII сторріччя, музей Сен-Ремі в Реймсі

## Війни в Нормандії та Фландрії
У 963 році, за підтримки Гуго Капета, Лотар розпочав війну проти норманського герцога Річарда I. Річард уклав союз із данцями під орудою короля Гаральда I Синьозубого. Вікінги сильно спустошили сусідні з Нормандією землі, чим змусили Лотаря укласти мир на дуже важких умовах.
Успішнішими були бойові дії у Фландрії, де в 965, після смерті графа Фландрії Арнульфа, Лотару вдалося захопити Аррас, Дуе та Сент-Аман.

## Війни за Лотарингію
Найбільш тривалою та складною війною Лотара була війна з німецьким королем Оттоном II Рудим за Лотарингію, яку Лотар вважав своїм спадковим володінням. Архієпископ Кельна Бруно Великий позбавив спадкових прав нащадків Рен'є Довгошийого, два правнуки якого — Рен'є IV та Ламберт I в 970 знайшли притулок у Лотара. Починаючи з 973, вони намагалися повернути свої майнові права, зокрема, колись могутнє володіння в Ено. Перша спроба в 974 була жорстко придушена імператором Оттоном II, який віддав Ено одному зі своїх близьких — верденському графу Готфріду I.
Друга спроба — через два роки — була серйознішою: Рен'є та Ламберт знайшли союзників серед представників роду Вермандуа. У цьому поході також взяв участь молодший брат Лотара — Карл. У жорстокій битві під стінами Монса Готфрід Верденський був поранений, його армія розбита, але місто взяти не вдалося.
Незабаром Лотар вигнав свого брата за те що він, нібито, образив королеву Емму, публічно звинувативши її в адюльтері з новим архієпископом Ланським Адальбероном, королівським канцлером. Карл відправився до імператора Оттона II, який віддав йому Нижню Лотарингію, отримавши навзамін клятву у вірності.
На початку січня 985 Лотар знову вторгається до Лотарінгії, починає облогу Вердена в березні й захоплює багатьох знатних полонених: Готфріда I, графа Вердена (брата реймського архієпископа Адальберона), його сина Фредерика, Зігфріда Люксембурзького (дядька Готфріда) та Т'єррі, герцога Верхньої Лотарингії (племінник Гуго Капета).
Таким чином було серйозно підірвано спротив каролінзькій експансії на схід. Лотар планував подальші дії, готуючись до облоги Льєжа та Камбре, але раптово захворів і помер у Лані 2 березня 986 року. Він похований в абатстві Сен-Ремі в Реймсі.

## Шлюб
- Емма Італійська (фр. Emma d'Italie; 948 — 988), дочка Лотара II Італійського. Існують припущення, що Лотар був нею отруєний.

## Діти
Від Емми Італійської:
- Людовик V (967 — 987), король Франції
- Ед (Отто), канонік в Реймсі (970 — 985)

Від коханки, ймовірно, сестри графа Роберта, мажордома брата Лотаря, Карла Лотаринзького, двоє незаконорождених синів:
- Арнульф (близько 967 — 1021)
- Річард (пом. після 991)